# 生沼勇
 
生沼 勇（おいぬま ゆう、1992年3月27日 - ）は、日本の俳優。エビス大黒舎・Team Ebisu所属。東京都葛飾区出身。身長167cm、体重52kg。京北学園白山高等学校→東京国際大学卒業。

## 出演

### 映画
- 蒼のざらざら - 中学生役（2013年、上村奈帆監督）
- ラムネ☆スパークス - 綾瀬運役（2014年、上村奈帆監督）[2]
- あの一瞬とそれ以外全部 - 君川役（2014年7月19日、奥田祐介監督）[3][4]
- 青春群青色の夏 - ヒロト役（2015年9月5日、田中佑和監督）[5][6][7][8][9][10]
- 若者よ - 内田勇太役（2016年2月26日、鈴木太一監督）[11][12]

### テレビ
- かもしれない女優たち（2015年6月23日、フジテレビ） - AD 役
- 恋仲 第2話（2015年7月27日、フジテレビ） - 高校生 役
- わたしのウチには、なんにもない。 第1話（2016年2月6日、NHK BSプレミアム） - 重曹 役
- SHIBUYA零丁目　第2話（2016年4月2日、フジテレビオンデマンド/2016年4月23日、フジテレビ） - インタビューされる男性 役
- ラブホの上野さん Season2 第5話（2017年、フジテレビ）

### 舞台
- どんなことをしてほしいの、ぼくに（2014年7月16日 - 7月21日、HYP39Div.第二回本公演） - 男 役[13][14][15]
- 放課後のユートピア（2016年7月27日 - 7月31日、劇団ナナカマド公演）[16][17][18]
- みんなのご機嫌よかれが肝心かなめ（2024年5月29日 - 6月2日、劇団やりたかった公演）[19]

### その他
- WEB アルファロメオショートムービー『I LOVE CINEMA 2016』 秘密 - 守 役 安川有果監督[20][21]
- WEB 青春群青色の夏スピンオフ作品#1 - 監督・脚本[22]
- WEB 青春群青色の夏スピンオフ作品#2 - 監督・脚本[23]